# Havre de la Sienne
Havre de la Sienne este o arie protejată (arie de protecție specială avifaunistică — SPA) din Franța întinsă pe o suprafață de 2.189 ha, din care 90 % marine.

## Localizare
Centrul sitului Havre de la Sienne este situat la coordonatele 49°00′05″N 1°33′35″W / 49.00139°N 1.55972°V.

## Înființare
Situl Havre de la Sienne a fost declarat arie de protecție specială avifaunistică în baza directivei 79/409 din 1979 referitoare la conservarea păsărilor sălbatice pentru a proteja 19 specii de animale.

## Biodiversitate
Situată în ecoregiunea atlantică, aria protejată nu include niciun habitat protejat.
La baza desemnării sitului se află mai multe specii protejate de  păsări (19): pescăruș albastru (Alcedo atthis), Branta bernicla, Calidris alba, prundăraș de sărătură (Charadrius alexandrinus), prundaș gulerat mare (Charadrius hiaticula), chirighiță neagră (Chlidonias niger), egretă mică (Egretta garzetta), șoim de iarnă (Falco columbarius), cufundar mic (Gavia stellata), scoicar (Haematopus ostralegus), sitar de mal nordic (Limosa lapponica), culic mare (Numenius arquata), lopătar (Platalea leucorodia), ploier auriu (Pluvialis apricaria), ploier argintiu (Pluvialis squatarola), eider (Somateria mollissima), chiră mică (Sterna albifrons), chiră de baltă (Sterna hirundo), chiră de mare (Sterna sandvicensis).
Pe lângă speciile protejate, pe teritoriul sitului au mai fost identificate 1 specie de păsări.